# Jean de Meung
Pour les articles homonymes, voir Meung.
Jean de Meun, Jehan de Meung, Jean de Meung ou Jean Chopinel, Jean Clopinel (vers 1240 à Meung – vers 1305 à Paris) est un poète français du XIIIe siècle, connu surtout pour sa suite du Roman de la Rose.

## Biographie

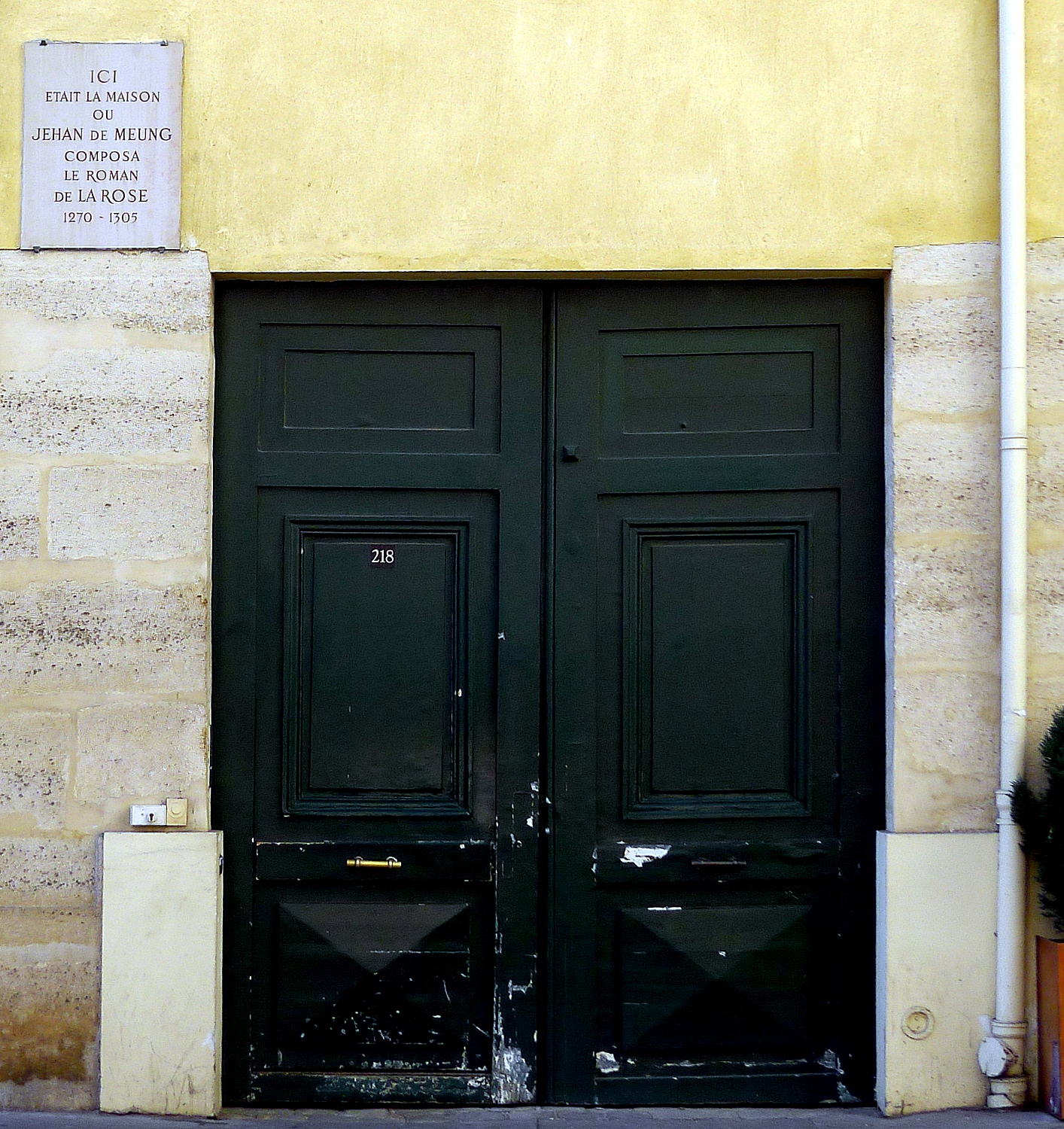
Paris, rue Saint-Jacques, n° 218 : l'emplacement de la maison où résida Johan de Meung

Il est né sous le nom de Jean Clopinel ou Jean Chopinel à Meung-sur-Loire. La tradition affirme qu'il étudia à l'Université de Paris. Comme son contemporain, Rutebeuf, il fut un défenseur de Guillaume de Saint-Amour et un critique virulent des ordres mendiants. La plus grande partie de sa vie semble s'être passée à Paris, où il possédait, rue Saint-Jacques, une maison avec tour, cour et jardin, qui a été décrite en 1305 comme maison du défunt Jean de Meung et fut alors attribuée par un certain Adam d'Andely aux Dominicains. Jean de Meung raconte que pendant sa jeunesse il a composé des chansons qui furent chantées en France sur les places publiques et dans les écoles. Il fut inhumé au couvent des Jacobins.

## Roman de la Rose
Parmi ses travaux, il place d'abord sa suite du Roman de la Rose de Guillaume de Lorris. La date de cette deuxième partie est généralement fixée entre 1268 et 1285 grâce à une référence dans la poésie à la mort de Manfred et de Conradin, exécutés en 1268 selon l'ordre de Charles d'Anjou (décédé en 1285) qui aurait été roi de Sicile. M. F. Guillon (Jean Clopinel, 1903), cependant, considérant la poésie comme essentiellement une satire politique, la place dans les cinq dernières années du XIIIe siècle.
Jean de Meung a probablement édité le travail de son prédécesseur, Guillaume de Lorris, avant de l'utiliser comme point de départ de sa propre poésie, rallongeant l'œuvre de façon considérable puisqu'il la porte à 19 000 vers.
La suite du Roman de la rose est une satire contre les ordres monastiques, le célibat des prêtres , la noblesse, le Saint-Siège, les prétentions excessives de la royauté mais surtout une satire des femmes et du mariage. Alors que Guillaume s'était mis au service de l'amour et avait exposé les lois de la « courtoisie », Jean de Meung ajoute un « art d'amour », en exposant brutalement les défauts supposés des femmes, leurs pièges et les moyens de les déjouer. En Jean de Meung s'incarne l'esprit de moquerie et de scepticisme des fabliaux. Il ne partage pas les superstitions de son temps, n'a aucun respect pour les institutions établies, dédaigne les conventions de la féodalité et du romanesque.
La longueur de son poème n'est pas un obstacle à sa popularité aux XIIIe et XIVe siècles.
Une partie de sa vogue sans doute est due au fait que l'auteur, qui avait pratiquement assimilé toute la connaissance scientifique et littéraire de ses contemporains en France, loge dans sa poésie une grande quantité d'informations utiles et de nombreuses citations d'auteurs classiques.[réf. nécessaire] Le livre est attaqué implicitement par Guillaume de Digulleville dans son Pèlerinage de la vie humaine (vers 1330) qui en reprend les codes tout en réorientant la quête sexuelle ou amoureuse en quête spirituelle. Cet ouvrage fut longtemps en vogue en Angleterre et en France. Cette vision de de Meung est également vigoureusement combattue par Jean Gerson et par Christine de Pisan dans son Épître au dieu d'amour, donnant naissance à l'une des « l'une des premières querelles féministes ». Il a également trouvé des défenseurs énergiques.

## Autres œuvres
Jean de Meung traduisit en 1284 en français le traité De Re Militari de Végèce sous le titre  Le livre de Végèce de l'art de chevalerie. Il créa aussi une version spirituelle, la première en français, des lettres d'Abélard et Héloïse. Un manuscrit du XIVe siècle de cette traduction à la Bibliothèque nationale porte des annotations de Pétrarque. Sa traduction de De consolatione philosophiae de Boèce est précédée par une lettre à Philippe le Bel où il énumère ses travaux précédents, dont deux sont perdus : De spirituelle amitié tiré de De spirituali amicitia d'Aelred de Rievaulx (décédé en 1167) et Le Livre des merveilles d'Hirlande tiré de la Topographia Hibernica, ou De Mirabilibus Hiberniae de Giraldus Cambrensis (Gerald de Barri). Ses dernières poésies sont indubitablement son Testament et son Codicille. Le Testament est écrit en quatrains monorimes et contient des conseils destinés aux classes différentes de la société. Il est également l'auteur du Dodechedron de fortune (Paris, Étienne Groulleau, 1556).